# Ällmora träsk
Ällmora träsk är en skogssjö som är belägen långt ut i Tyresö socken på Brevikshalvön.
Sjön är skapad av en förkastningszon. Träsket har en god vattenkvalitet och eftersom sjön är sur så kalkas sjön regelbundet för att hålla pH och alkalinitet på en balanserad nivå. Maximalt djup i sjön är ca åtta meter. Tillrinningsområdet består av stora delar av Telegrafberget (skogsmark) och en del marker sydöst om sjön. Vattenutbytet är lågt. Sjön provtas årligen med avseende på fysikalisk-kemiska parametrar.
Vid provfiske har abborre, gers, mört och sutare , Gädda. fångats i sjön.

## Delavrinningsområde
Ällmora träsk ingår i delavrinningsområde (656805-164687) som SMHI kallar för Rinner mot Ällmorafjärden. Medelhöjden är 34 meter över havet och ytan är 3,72 kvadratkilometer. Det finns inga avrinningsområden uppströms utan avrinningsområdet är högsta punkten. Avrinningsområdets utflöde mynnar i havet, utan att ha någon enskild mynningsplats. Avrinningsområdet består mestadels av skog (48 procent). Avrinningsområdet har 0,13 kvadratkilometer vattenytor vilket ger det en sjöprocent på 3,5 procent. Bebyggelsen i området täcker en yta av 1,81 kvadratkilometer eller 49 procent av avrinningsområdet.